# Cantó d'Avinyó Est
El cantó d'Avinyó Est (en francès canton d'Avignon-Est) és una antiga divisió administrativa francesa del departament de la Valclusa, situat al districte d'Avinyó. Compta amb un municipi i part del d'Avinyó. Va existir de 1973 a 2015.

## Municipis
- Avinyó (inclou Montfavet)
- Morieras d'Avinhon

| Data d'elecció | Identitat        | Partit | Qualitat |
| -------------- | ---------------- | ------ | -------- |
| 1973-1985      | Henri Duffaut    | PS     |          |
| 1985-1992      | Jean-Pierre Roux | RPR    |          |
| 1992-1998      | Henri Agu        | RPR    |          |
| 1998-2015      | André Castelli   | PCF    |          |